# Liste der Kulturdenkmäler in Frankeneck
In der Liste der Kulturdenkmäler in Frankeneck sind alle Kulturdenkmäler der rheinland-pfälzischen Ortsgemeinde Frankeneck aufgeführt. Grundlage ist die Denkmalliste des Landes Rheinland-Pfalz (Stand: 19. Dezember 2024).

## Einzeldenkmäler
| Bezeichnung             | Lage                                              | Baujahr | Beschreibung | Bild            |
| ----------------------- | ------------------------------------------------- | ------- | --- | --------------- |
| Wohnhaus                | Talstraße 28 Lage                                 | 1802    | nachbarockes Unterstallhaus, bezeichnet 1802                                                                                               | Fotos hochladen |
| Wohnhaus                | Talstraße 47 Lage                                 | 1867    | stattliches spätklassizistisches Wohnhaus, 1867; ortsbildprägend; beherbergte bis 2021 das Papiermacher- und Heimatmuseum                  | Fotos hochladen |
| Schul- und Gemeindehaus | Talstraße 50 Lage                                 | 1876/77 | ehemaliges Schul- und Gemeindehaus; Walmdachbau mit Turm, 1876/77, Architekt Distriktbauschaffner Lichtenberger, Neustadt; ortsbildprägend | Fotos hochladen |
| Wohnhaus                | Talstraße 69 Lage                                 | 1867    | stattliches spätklassizistisches Wohnhaus, 1867, Eingangsvorbau aus dem frühen 20. Jahrhundert                                             | Fotos hochladen |
| Wohnhaus                | Talstraße 71 Lage                                 | 1819    | nachbarocker Mansardwalmdachbau, bezeichnet 1819, Umbau nach 1927                                                                          | Fotos hochladen |
| Bachwehr                | südwestlich des Ortes bei Esthal-Sattelmühle Lage | 1776    | Bachwehr am Speyerbach, Stangenwehr, bezeichnet 1776                                                                                       | BW              |